# Pam Bondi
Pam Bondi   (Tampa, 17 de novembre de 1965) és una advocada, lobbista i política estatunidenca. Militant del Partit Republicà, va exercir com a fiscal general de Florida del 2011 al 2019, sent la primera dona escollida per al càrrec.
El 2020, Bondi va ser un dels advocats defensors del president Donald Trump durant el seu primer judici de destitució. El 2024, va dirigir el braç legal de l'America First Policy Institute, alineat amb Trump. El novembre El 21 de desembre de 2024, el president electe Trump va anunciar que seria nominada com a fiscal general dels Estats Units després que l'anterior candidat Matt Gaetz es retirés.
La ciutat natal de Bondi és Temple Terrace. El seu pare, Joseph Bondi, va ser regidor de l'ajuntament i llavors alcalde d'aquest municipi. Pam Bondi va estudiar al C. Leon King High School de Tampa.
Bondi es va graduar d'un Bachelor of Arts amb una especialitat en justícia penal a la Universitat de Florida el 1987 i es va graduar en dret de la Facultat de Dret de la Universitat Stetson el 1990. Va ser membre de la sororitat d'estudiants Delta Delta Delta com a alumne de grau, i va ser admesa al Col·legi de l'Advocacia de Florida el 24 de juny de 1991.
Bondi va ser fiscal i portaveu al comtat de Hillsborough, on va ser advocada assistent de l'estat. Vaa processar l'exjugador de la Major League Baseball Dwight Gooden el 2006 per violar els termes de la seva llibertat condicional i per abús de substàncies. El 2007, Bondi també va processar els acusats de la mort de Martin Anderson.